# Andrzej Jarecki
Andrzej Jarecki (ur. 3 maja 1933 w Warszawie, zm. 7 maja 1993 k. Waverly) – polski dramaturg, poeta, satyryk, krytyk teatralny i tłumacz.

## Życiorys
Absolwent XXV Liceum Ogólnokształcącego im. Józefa Wybickiego w Warszawie. Ukończył polonistykę na Uniwersytecie Warszawskim w 1955. Jeden z twórców i uczestników Studenckiego Teatru Satyryków. W kwietniu 1962 ożenił się z aktorką Anną Prucnal, którą niedługo później zostawił dla innej związanej z STS-em kobiety - aktorki, malarki i scenografki Marii Chrząszcz.

W latach 70. dyrektor Teatru Rozmaitości w Warszawie. W czasie stanu wojennego związany z opozycją solidarnościową, pisał teksty do paryskiej „Kultury” (pod pseudonimem „Krajowiec”). 

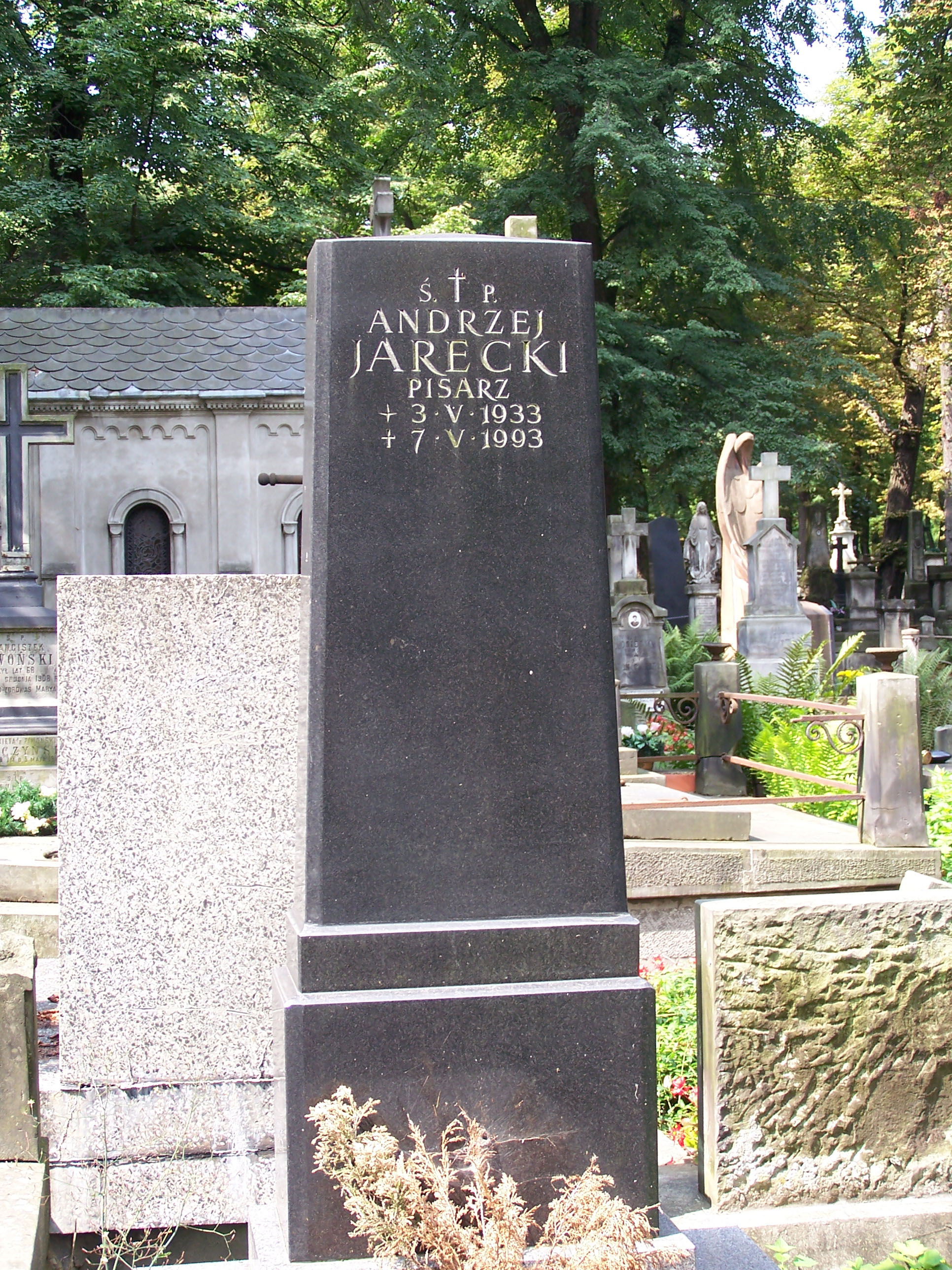
Grób Andrzeja Jareckiego na Starych Powązkach

W 1990 mianowany przez rząd Tadeusza Mazowieckiego radcą kulturalnym ambasady RP w Waszyngtonie.
Andrzej Jarecki był autorem wielu piosenek satyrycznych, współpracował z Olgą Lipińską, jeden z jego utworów to charakterystyczna piosenka „Kuku na muniu” z programu Kabaretu Olgi Lipińskiej pt. „Bal” z 1990, potem wykorzystywana regularnie jako piosenka finałowa w latach 1990–1992. Tłumaczył liczne teksty z literatury rosyjskiej, m.in. wiersze Nikołaja Olejnikowa i innych „oberiutów”. Wraz z Gustawem Gottesmanem dokonał pierwszego przekładu na język polski libretta legendarnego musicalu Les Misérables Boublila (libretto francuskie) i Schönberga (muzyka) opartego na powieści Nędznicy Wiktora Hugo, który w latach 1989–2000 wystawiany był w gdyńskim Teatrze Muzycznym im. Danuty Baduszkowej w reżyserii Jerzego Gruzy.
Zmarł w wyniku obrażeń odniesionych w wypadku samochodowym na autostradzie w pobliżu Waverly w stanie Tennessee, w drodze do Little Rock w Arkansas, gdzie miał dokonać otwarcia Klubu Polskiego (w wypadku zginął też Hubert Romanowski, radca naukowy ambasady). Został pochowany 19 maja 1993 na cmentarzu Powązkowskim w Warszawie (kwatera 174-3-7).

## Filmografia
- 1962 – „Jutro premiera” (znajomy Wiewiórskiego w kawiarni „Klubu Literatów”)
- 1966 – „Marysia i Napoleon” (scenarzysta)
- 1969 – „Jarzębina czerwona” (autor tekstu przewodniej piosenki)
- 1971 – „Diament Radży” (scenarzysta)
- 1986 – „Na kłopoty – Bednarski” (piosenka finałowa „tres bien, sehr gut”)
- 1988 – „Łabędzi śpiew” (autor tekstu piosenki)
- 1989 – „Konsul” (dialogi)

## Odznaczenia i nagrody
- Złota Odznaka ZSP[3]
- Złoty Krzyż Zasługi (1978)[3]
- Odznaka honorowa Stowarzyszenia Autorów ZAiKS (1988)[4]
- Nagroda ufundowana przez angielskich dramaturgów Alana Ayckbourna i Michaela Frayna za sztukę teatralną Sen o władzy (1988)[3]